# Championnat d'Europe féminin de basket-ball 2003
Navigation
Euro 2001 (France) Euro 2005 (Turquie)
Le Championnat d’Europe de basket-ball féminin 2003 s’est déroulé en Grèce du 19 septembre au 28 septembre.
Les rencontres du tour préliminaire se sont jouées à Pyrgos et Amaliáda tandis que celles du tableau final se sont jouées à Patras.

## Équipes participantes et groupes
Groupe A
 République tchèque
 France
 Grèce
 Israël
 Pologne
 Serbie-et-Monténégro

Groupe B
 Belgique
 Espagne
 Hongrie
 Slovénie
 Russie
 Ukraine

## Tour de qualification

### Groupe A (Pyrgos)
| Groupe A |                      |     |   |   |     |     |      |
|          | Équipe               | Pts | G | P | PP  | PC  | Diff |
| 1        | République tchèque   | 10  | 5 | 0 | 359 | 265 | +84  |
| 2        | France               | 6   | 3 | 2 | 386 | 346 | +40  |
| 3        | Pologne              | 6   | 3 | 2 | 353 | 309 | +44  |
| 4        | Serbie-et-Monténégro | 6   | 3 | 2 | 374 | 352 | +22  |
| 5        | Grèce                | 2   | 1 | 4 | 321 | 362 | -41  |
| 6        | Israël               | 0   | 0 | 5 | 293 | 457 | -64  |

| 19 septembre 2003 | Israël               | 55  | 91 | France               |
| 19 septembre 2003 | Grèce                | 57  | 90 | République tchèque   |
| 19 septembre 2003 | Serbie-et-Monténégro | 60  | 70 | Pologne              |
| 20 septembre 2003 | France               | 68  | 70 | Serbie-et-Monténégro |
| 20 septembre 2003 | Pologne              | 66  | 49 | Grèce                |
| 20 septembre 2003 | République tchèque   | 104 | 67 | Israël               |
| 21 septembre 2003 | Serbie-et-Monténégro | 68  | 80 | République tchèque   |
| 21 septembre 2003 | Israël               | 59  | 78 | Grèce                |
| 21 septembre 2003 | France               | 79  | 66 | Pologne              |
| 23 septembre 2003 | Pologne              | 80  | 45 | Israël               |
| 23 septembre 2003 | Grèce                | 67  | 72 | Serbie-et-Monténégro |
| 23 septembre 2003 | République tchèque   | 85  | 73 | France               |
| 24 septembre 2003 | Serbie-et-Monténégro | 104 | 67 | Israël               |
| 24 septembre 2003 | France               | 75  | 70 | Grèce                |
| 24 septembre 2003 | République tchèque   | 76  | 71 | Pologne              |

### Groupe B (Amaliáda)
| Groupe B |           |     |   |   |     |     |      |
|          | Équipe    | Pts | G | P | PP  | PC  | Diff |
| 1        | Espagne   | 10  | 5 | 0 | 359 | 300 | +59  |
| 2        | Slovaquie | 6   | 3 | 2 | 345 | 340 | +5   |
| 3        | Russie    | 6   | 3 | 2 | 348 | 308 | +40  |
| 4        | Belgique  | 4   | 2 | 3 | 355 | 377 | -22  |
| 5        | Hongrie   | 4   | 2 | 3 | 299 | 319 | -20  |
| 6        | Ukraine   | 0   | 0 | 5 | 301 | 363 | -62  |

| 19 septembre 2003 | Ukraine   | 56 | 57 | Hongrie   |
| 19 septembre 2003 | Belgique  | 62 | 77 | Espagne   |
| 19 septembre 2003 | Slovaquie | 80 | 72 | Russie    |
| 20 septembre 2003 | Hongrie   | 67 | 72 | Belgique  |
| 20 septembre 2003 | Espagne   | 71 | 47 | Slovaquie |
| 20 septembre 2003 | Russie    | 74 | 53 | Ukraine   |
| 21 septembre 2003 | Belgique  | 56 | 76 | Russie    |
| 21 septembre 2003 | Hongrie   | 59 | 71 | Espagne   |
| 21 septembre 2003 | Ukraine   | 54 | 73 | Slovaquie |
| 23 septembre 2003 | Slovaquie | 90 | 82 | Belgique  |
| 23 septembre 2003 | Espagne   | 76 | 71 | Ukraine   |
| 23 septembre 2003 | Russie    | 65 | 55 | Hongrie   |
| 24 septembre 2003 | Belgique  | 83 | 67 | Ukraine   |
| 24 septembre 2003 | Russie    | 61 | 64 | Espagne   |
| 24 septembre 2003 | Hongrie   | 61 | 55 | Slovaquie |

## Tour Final

### Tableau principal
|  | Quarts de finale          | Quarts de finale          |                           |                           | Demi-finales              | Demi-finales              |    |  | Finale                    | Finale                    |
|  | Quarts de finale          | Quarts de finale          |                           |                           | Demi-finales              | Demi-finales              |    |  | Finale                    | Finale                    |
|  |                           |                           |                           |                           |                           |                           |    |  |                           |                           |
|  | 24 septembre 2003, Patras | 24 septembre 2003, Patras |                           |                           | 27 septembre 2003, Patras | 27 septembre 2003, Patras |    |  | 28 septembre 2003, Patras | 28 septembre 2003, Patras |
|  | 24 septembre 2003, Patras | 24 septembre 2003, Patras |                           |                           | 27 septembre 2003, Patras | 27 septembre 2003, Patras |    |  | 28 septembre 2003, Patras | 28 septembre 2003, Patras |
|  | Russie                    | 79                        |                           |                           | 27 septembre 2003, Patras | 27 septembre 2003, Patras |    |  | 28 septembre 2003, Patras | 28 septembre 2003, Patras |
|  | Russie                    | 79                        |                           |                           | 27 septembre 2003, Patras | 27 septembre 2003, Patras |    |  | 28 septembre 2003, Patras | 28 septembre 2003, Patras |
|  | France                    | 66                        |                           |                           | 27 septembre 2003, Patras | 27 septembre 2003, Patras |    |  | 28 septembre 2003, Patras | 28 septembre 2003, Patras |
|  | France                    | 66                        | Russie                    | 78                        |                           |                           |    |  | 28 septembre 2003, Patras | 28 septembre 2003, Patras |
|  | 24 septembre 2003, Patras |                           | Russie                    | 78                        |                           |                           |    |  | 28 septembre 2003, Patras | 28 septembre 2003, Patras |
|  |                           | Espagne                   | 71                        |                           |                           |                           |    |  | 28 septembre 2003, Patras | 28 septembre 2003, Patras |
|  | Espagne                   | Espagne                   | 71                        | 76                        |                           |                           |    |  | 28 septembre 2003, Patras | 28 septembre 2003, Patras |
|  | Espagne                   |                           |                           | 76                        |                           |                           |    |  | 28 septembre 2003, Patras | 28 septembre 2003, Patras |
|  | Serbie-et-Monténégro      | 64                        |                           |                           |                           |                           |    |  | 28 septembre 2003, Patras | 28 septembre 2003, Patras |
|  | Serbie-et-Monténégro      | 64                        | Russie                    | 59                        |                           |                           |    |  |                           |                           |
|  | 24 septembre 2003, Patras |                           | Russie                    | 59                        |                           |                           |    |  |                           |                           |
|  |                           | République tchèque        | 56                        |                           |                           |                           |    |  |                           |                           |
|  | République tchèque        | République tchèque        | 56                        | 98                        |                           |                           |    |  |                           |                           |
|  | République tchèque        | 27 septembre 2003, Patras |                           | 98                        |                           |                           |    |  |                           |                           |
|  | Belgique                  | 62                        |                           |                           |                           |                           |    |  |                           |                           |
|  | Belgique                  | 62                        | République tchèque        | 74                        |                           |                           |    |  |                           |                           |
|  | 24 septembre 2003, Patras | 24 septembre 2003, Patras | République tchèque        | 74                        | Match pour la 3e place    | Match pour la 3e place    |    |  |                           |                           |
|  | 24 septembre 2003, Patras | 24 septembre 2003, Patras |                           | Pologne                   | Match pour la 3e place    | Match pour la 3e place    | 66 |  |                           |                           |
|  | Pologne                   | 78                        | 28 septembre 2003, Patras | 28 septembre 2003, Patras |                           |                           | 66 |  |                           |                           |
|  | Pologne                   | 78                        | 28 septembre 2003, Patras | 28 septembre 2003, Patras |                           |                           |    |  |                           |                           |
|  | Slovaquie                 | 61                        |                           | Espagne                   | 87                        |                           |    |  |                           |                           |
|  | Slovaquie                 | 61                        |                           | Espagne                   | 87                        |                           |    |  |                           |                           |
|  |                           |                           |                           |                           |                           |                           |    |  | Pologne                   | 81                        |
|  |                           |                           |                           |                           |                           |                           |    |  | Pologne                   | 81                        |

### Places de 5 à 8
|  | Tour de classement        | Tour de classement        |          |    | 5e place                  | 5e place                  |
|  | Tour de classement        | Tour de classement        |          |    | 5e place                  | 5e place                  |
|  |                           |                           |          |    |                           |                           |
|  | 27 septembre 2003, Patras | 27 septembre 2003, Patras |          |    | 28 septembre 2003, Patras | 28 septembre 2003, Patras |
|  | 27 septembre 2003, Patras | 27 septembre 2003, Patras |          |    | 28 septembre 2003, Patras | 28 septembre 2003, Patras |
|  | France                    | 83                        |          |    | 28 septembre 2003, Patras | 28 septembre 2003, Patras |
|  | France                    | 83                        |          |    | 28 septembre 2003, Patras | 28 septembre 2003, Patras |
|  | Serbie-et-Monténégro      | 61                        |          |    | 28 septembre 2003, Patras | 28 septembre 2003, Patras |
|  | Serbie-et-Monténégro      | 61                        | France   | 94 |                           |                           |
|  | 27 septembre 2003, Patras |                           | France   | 94 |                           |                           |
|  |                           | Belgique                  | 75       |    |                           |                           |
|  | Slovaquie                 | Belgique                  | 75       | 80 |                           |                           |
|  | Slovaquie                 |                           |          | 80 |                           |                           |
|  | Belgique                  | 86                        |          |    |                           |                           |
|  | Belgique                  | 86                        | 7e place |    |                           |                           |
|  |                           |                           |          |    |                           |                           |
|  | 28 septembre 2003, Patras |                           |          |    |                           |                           |
|  |                           |                           |          |    |                           |                           |
|  | Serbie-et-Monténégro      | 67                        |          |    |                           |                           |
|  | Serbie-et-Monténégro      | 67                        |          |    |                           |                           |
|  | Slovaquie                 | 68                        |          |    |                           |                           |
|  | Slovaquie                 | 68                        |          |    |                           |                           |

### Places de 9 à 12
|  | Tour de classement        | Tour de classement        |           |    | 9e place                  | 9e place                  |
|  | Tour de classement        | Tour de classement        |           |    | 9e place                  | 9e place                  |
|  |                           |                           |           |    |                           |                           |
|  | 26 septembre 2003, Patras | 26 septembre 2003, Patras |           |    | 27 septembre 2003, Patras | 27 septembre 2003, Patras |
|  | 26 septembre 2003, Patras | 26 septembre 2003, Patras |           |    | 27 septembre 2003, Patras | 27 septembre 2003, Patras |
|  | Grèce                     | 76                        |           |    | 27 septembre 2003, Patras | 27 septembre 2003, Patras |
|  | Grèce                     | 76                        |           |    | 27 septembre 2003, Patras | 27 septembre 2003, Patras |
|  | Ukraine                   | 68                        |           |    | 27 septembre 2003, Patras | 27 septembre 2003, Patras |
|  | Ukraine                   | 68                        | Grèce     | 85 |                           |                           |
|  | 26 septembre 2003, Patras |                           | Grèce     | 85 |                           |                           |
|  |                           | Hongrie                   | 83        |    |                           |                           |
|  | Hongrie                   | Hongrie                   | 83        | 85 |                           |                           |
|  | Hongrie                   |                           |           | 85 |                           |                           |
|  | Israël                    | 77                        |           |    |                           |                           |
|  | Israël                    | 77                        | 11e place |    |                           |                           |
|  |                           |                           |           |    |                           |                           |
|  | 27 septembre 2003, Patras |                           |           |    |                           |                           |
|  |                           |                           |           |    |                           |                           |
|  | Ukraine                   | 107                       |           |    |                           |                           |
|  | Ukraine                   | 107                       |           |    |                           |                           |
|  | Israël                    | 87                        |           |    |                           |                           |
|  | Israël                    | 87                        |           |    |                           |                           |

## Classement final
| Rang | Équipe               | V-D |
| ---- | -------------------- | --- |
| 1    | Russie               | 6-2 |
| 2    | République tchèque   | 7-1 |
| 3    | Espagne              | 7-1 |
| 4    | Pologne              | 4-4 |
| 5    | France               | 5-3 |
| 6    | Belgique             | 3-5 |
| 7    | Slovaquie            | 4-4 |
| 8    | Serbie-et-Monténégro | 3-5 |
| 9    | Grèce                | 3-4 |
| 10   | Hongrie              | 2-5 |
| 11   | Ukraine              | 1-6 |
| 12   | Israël               | 0-7 |

## Récompenses et performances
- MVP (meilleure joueuse): Lucie Blahůšková  République tchèque
- Équipe type (5 majeur du tournoi) : Anna Arkhipova  Russie, Elena Baranova  Russie, Hana Machová  République tchèque, Lucie Blahůšková  République tchèque, Ann Wauters  Belgique.
- Meilleure marqueuse :  République tchèque Lucie Blahůšková  (21,6 points par match)
- Meilleure rebondeuse :  Pologne Malgorzata Dydek (12,9 rebonds par match)
- Meilleure passeuse :  France Catherine Melain (4,8 passes décisives par match)
- Meilleure interceptrice :  République tchèque Hana Machová (2,9 interceptions par match)
- Meilleure contreuse :  Pologne Malgorzata Dydek (3,6 contres par match)

## Effectifs

### Russie
| #  | Nom                  | Poste | Date de naissance | Taille | Lieu de naissance    |
| -- | -------------------- | ----- | ----------------- | ------ | -------------------- |
| 4  | Olga Arteshina       | F     | 27 novembre 1982  | 1,90m  | Samara               |
| 5  | Oxana Rakhmatulina   | G     | 7 décembre 1976   | 1,80m  | Alma-Ata Kazakhstan  |
| 6  | Olga Firsova         | G     | 26 avril 1979     | 1,72m  | Kiev Ukraine         |
| 7  | Diana Gustilina      | G     | 21 avril 1974     | 1,85m  | Vladivostok          |
| 8  | Elena Baranova       | F     | 28 janvier 1972   | 1,92m  | Frounzé Kirghizistan |
| 9  | Ioulia Skopa         | F     | 15 mars 1978      | 1,83m  | Moscou               |
| 10 | Ilona Korstine       | F     | 30 mai 1980       | 1,83m  | Saint-Pétersbourg    |
| 11 | Maria Stepanova      | C     | 23 février 1979   | 2,02m  | Stavropol            |
| 12 | Maria Kalmykova      | C     | 14 janvier 1978   | 1,90m  | Riazan               |
| 13 | Tatiana Chtchogoleva | C     | 9 février 1982    | 1,94m  | Moscou               |
| 14 | Irina Osipova        | F     | 25 juin 1981      | 1,96m  | Moscou               |
| 15 | Anna Arkhipova       | G     | 27 juillet 1973   | 1,78m  | Stavropol            |

### République tchèque
| #  | Nom                 | Poste | Date de naissance | Taille | Lieu de naissance    |
| -- | ------------------- | ----- | ----------------- | ------ | -------------------- |
| 4  | Jana Veselá         | F     | 31 décembre 1983  | 1,94m  | Prague               |
| 5  | Ivana Večeřová      | C     | 30 mars 1979      | 1,94m  | Šumperk              |
| 6  | Michaela Uhrová     | G     | 10 avril 1982     | 1,66m  | Brandys nad Labem    |
| 7  | Michala Hartigová   | F     | 14 novembre 1983  | 1,92m  | Pardubice            |
| 8  | Markéta Mokrošová   | F     | 17 avril 1981     | 1,77m  | Nové Město na Moravě |
| 9  | Hana Machová        | G     | 11 septembre 1979 | 1,82m  | Bruntál              |
| 10 | Romana Hamzová      | G     | 17 août 1970      | 1,76m  | Přerov               |
| 11 | Michaela Pavlíčková | F     | 27 novembre 1977  | 1,90m  | Prague               |
| 12 | Irena Borecká       | F     | 5 novembre 1980   | 1,72m  | Brno                 |
| 13 | Lucie Blahůšková    | F/C   | 21 juin 1980      | 1,90m  | Karlovy Vary         |
| 14 | Zuzana Klimešová    | C     | 21 janvier 1979   | 1,87m  | Prague               |
| 15 | Eva Vítečková       | F     | 26 janvier 1982   | 1,90m  | Nové Město na Moravě |

### Espagne
| #  | Nom             | Poste | Date de naissance | Taille | Lieu de naissance |
| -- | --------------- | ----- | ----------------- | ------ | ----------------- |
| 4  | Laura Camps     | F     | 21 mars 1976      | 1,80m  | Vic               |
| 5  | Rosi Sánchez    | G     | 2 décembre 1974   | 1,76m  | Las Palmas G.C    |
| 6  | Laia Palau      | F     | 10 septembre 1979 | 1,78m  | Barcelona         |
| 7  | Paula Seguí     | C     | 25 août 1982      | 1,91m  | Mahón             |
| 8  | Marta Fernández | F     | 21 décembre 1981  | 1,78m  | Barcelona         |
| 9  | Amaya Valdemoro | F     | 18 août 1976      | 1,83m  | Madrid            |
| 10 | Núria Martínez  | G     | 29 février 1984   | 1,74m  | Vilassar de Mar   |
| 11 | Begona García   | G     | 1er mars 1976     | 1,70m  | Cádiz             |
| 12 | Ingrid Pons     | C     | 27 février 1975   | 1,85m  | Montgat           |
| 13 | Marina Ferragut | F     | 11 février 1972   | 1,90m  | Barcelone         |
| 14 | Betty Cebrian   | C     | 7 février 1971    | 1,96m  | Reus              |
| 15 | Lucila Pascua   | C     | 21 mars 1983      | 1,95m  | Sabadell          |